# Marc-Denis Weitze

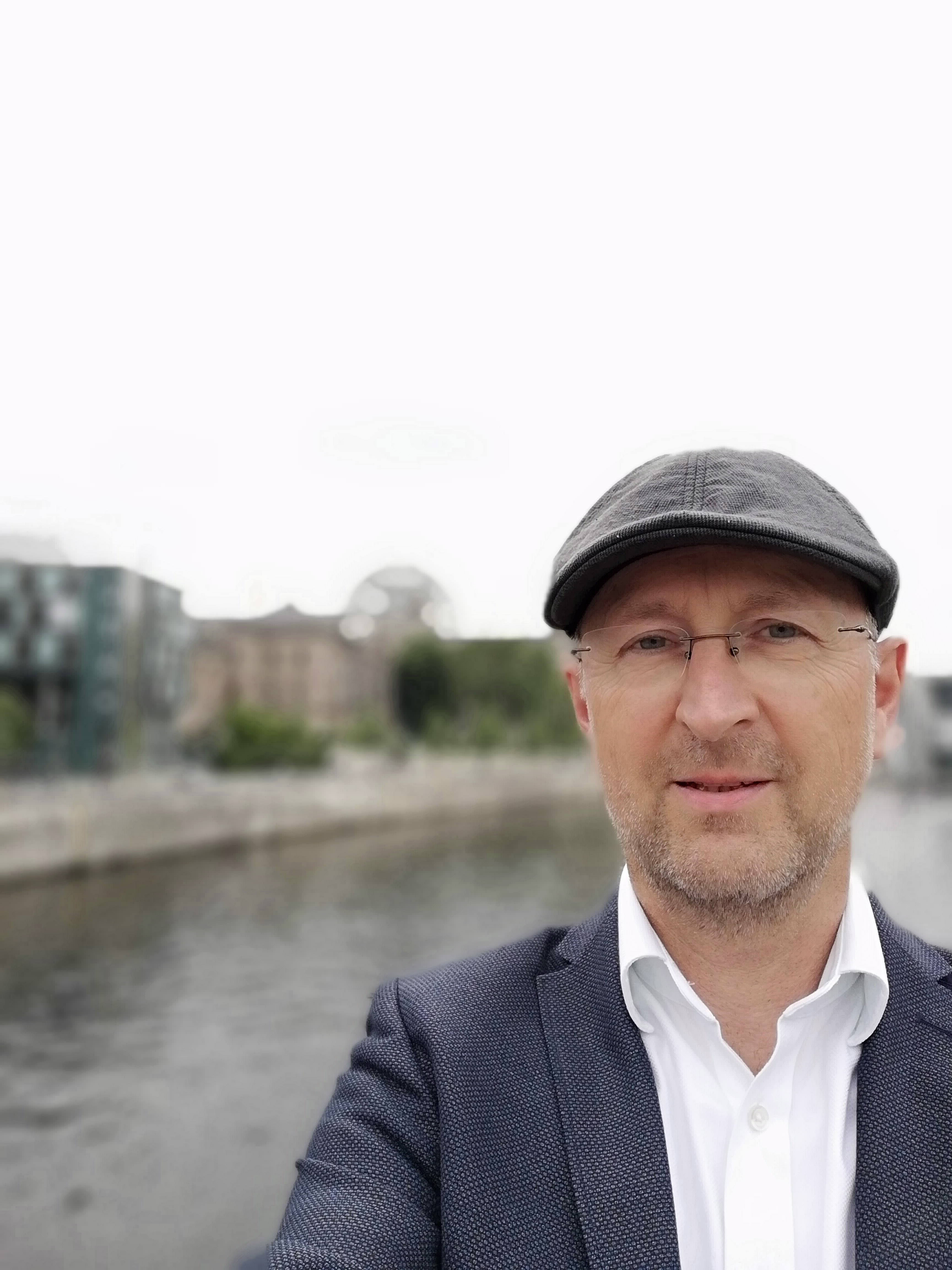
Marc-Denis Weitze (2021)

Marc-Denis Weitze (* 3. März 1967 in Stade) ist ein deutscher Chemiker und Wissenschaftskommunikator. Seit 2016 ist Weitze Privatdozent am Lehrstuhl für Wissenschaftskommunikation der Technischen Universität München. Er leitet die Organisationseinheit „Kommunikation | Gesellschaft & Dialog“ bei acatech – Deutsche Akademie der Technikwissenschaften.

## Leben
Weitze studierte nach dem Abitur zunächst Chemie an der Universität Konstanz und der Technischen Universität München. Im Anschluss promovierte Weitze im Fach Chemie an der TU München. Zeitgleich nahm er ein Philosophiestudium an der Ludwig-Maximilians-Universität München auf (Magister Artium). Sein beruflicher Werdegang führte Weitze daraufhin zuerst an das Deutsche Museum und dann an die Deutsche Akademie der Technikwissenschaften (acatech), wo er mit Stand Oktober 2024 Leiter der Einheit „Kommunikation | Gesellschaft & Dialog“ ist. Von 2002 bis 2021 organisierte Weitze als wissenschaftlicher Leiter die Wissenschaftstage Tegernsee. Er ist außerdem freier Wissenschaftsjournalist und ein aktiver Wissenschaftskabarettist (Künstlername: MDW). Er gilt als Kritiker der Maßnahmen und Kommunikation während der Corona-Krise. Weitze organisiert zudem Science-Slams vor allem im Raum München und tritt selbst dabei auf.

## Publikationen

### Monographien
- Untersuchungen zur Evolution cortikaler Strukturen in biologisch relevanten Computermodellen. München 1997. ISBN 3-933083-11-7
- Das Rasterkraftmikroskop: Ein Werkzeug zum Tasten, Ziehen und Graben für die Nanowissenschaft. Berlin, München, Diepolz 2003. ISBN 978-3928186728
- Von PUSH zu PUR? Zur Wissenschaftskommunikation in Deutschland im Zeitraum von 1999 bis 2004. Saarbrücken 2010. ISBN 978-3639317732
- M.-D. Weitze, C. Berger: Werkstoffe – Unsichtbar, aber unverzichtbar. Springer 2013, ISBN 978-3-642-29541-6
- M.-D. Weitze, W.M. Heckl: Wissenschaftskommunikation – Schlüsselideen, Akteure, Fallbeispiele. Springer 2016. ISBN 978-3-662-47843-1
- H. Dau, Ph. Kurz, M.-D. Weitze: Künstliche Photosynthese: Besser als die Natur? Springer 2019. ISBN 978-3-662-55718-1
- Corona-Kommunikation: Eine Krise in Wissenschaft, Politik und Medien. Springer 2023. ISBN 978-3-662-67517-5

### Herausgeberschaften (Auswahl)
- Public Understanding of Science im deutschsprachigen Raum: Die Rolle der Museen. München 2001. ISBN 3-924183-82-1
- ‚Oxygen’: Wissenschaft im Theater – Begleitbuch zur deutschsprachigen Erstaufführung. Bielefeld 2006. ISBN 392418383X
- Wolf-Andreas Liebert, M.-D. Weitze (Hg.): Kontroversen als Schlüssel zur Wissenschaft? Wissenskulturen in sprachlicher Interaktion. Bielefeld 2006. ISBN 978-3-89942-448-5
- Christian Kehrt Peter Schüßler, M.-D. Weitze (Hg.): Neue Technologien in der Gesellschaft: Akteure, Erwartungen, Kontroversen und Konjunkturen. Bielefeld 2011. ISBN 3837615731
- Alfred Pühler, Bernd Müller-Röber, M.-D. Weitze (Hg.): Synthetische Biologie – Die Geburt einer neuen Technikwissenschaft. Springer-Verlag, Berlin u. a., 2011. ISBN 978-3-642-22354-9
- M.-D. Weitze, A.Pühler, W.M.Heckl, B.Müller-Röber, O.Renn, P.Weingart, G.Wess (Hg.): Biotechnologie-Kommunikation – Kontroversen, Analysen, Aktivitäten. Springer-Verlag, Berlin, Heidelberg 2012. ISBN 978-3-642-33994-3
- P. Russer, P.Lugli, M.-D. Weitze (Hg.): Nanoelektronik – kleiner, schneller, besser. Springer-Verlag, Berlin, Heidelberg 2013. ISBN 978-3-642-35791-6
- M.-D. Weitze, Joachim Schummer, Thomas Geelhaar (Hrsg.): Zwischen Faszination und Verteufelung: Chemie in der Gesellschaft. Springer Spektrum 2017. ISBN 978-3-662-54449-5
- M.-D. Weitze, W. Goede, W.M. Heckl (Hg.); Kann Wissenschaft witzig? Wissenschaftskommunikation zwischen Kritik und Kabarett. Springer-Verlag, Berlin, Heidelberg 2021. ISBN 978-3-662-61581-2, engl. Übers. Can Science Be Witty? Springer-Verlag, Berlin, Heidelberg 2023.
- M.-D. Weitze (Hg.): Die Berge, das Kloster und die Wissenschaft – Natur und Technik im Tegernseer Tal. Kleineheimat Verlag Tegernsee 2022.  ISBN 978-3-9824995-0-5